# Chlorita akdzhusani
Chlorita akdzhusani är en insektsart som först beskrevs av Aleksey A. Zachvatkin 1953.  Chlorita akdzhusani ingår i släktet Chlorita och familjen dvärgstritar. Inga underarter finns listade i Catalogue of Life.